# 多目標重返大氣層載具

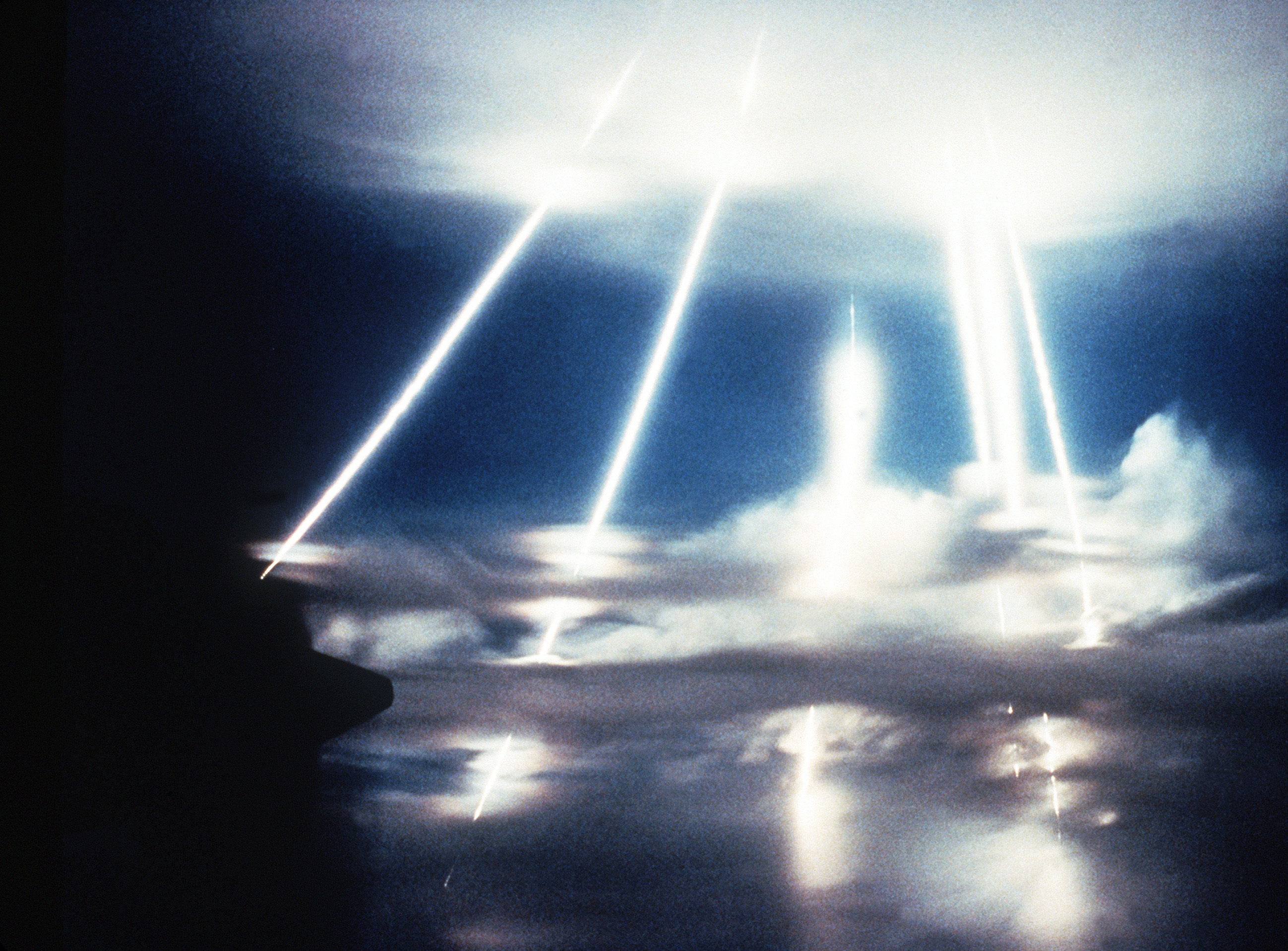
美國和平衛士(MX)洲際彈道飛彈的多目標重返大氣層載具重返大氣層時的景象

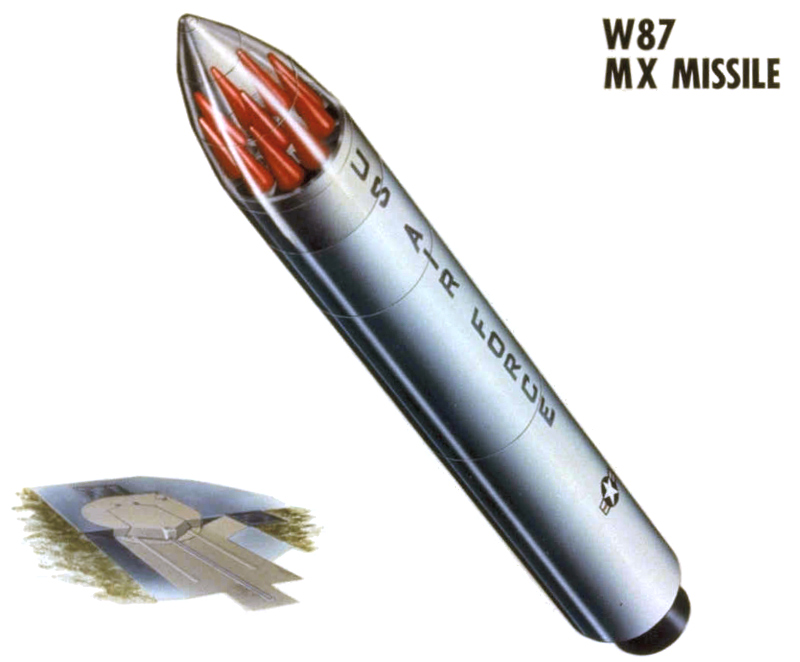
美國和平衛士(MX)洲際彈道飛彈的多目標重返大氣層載具

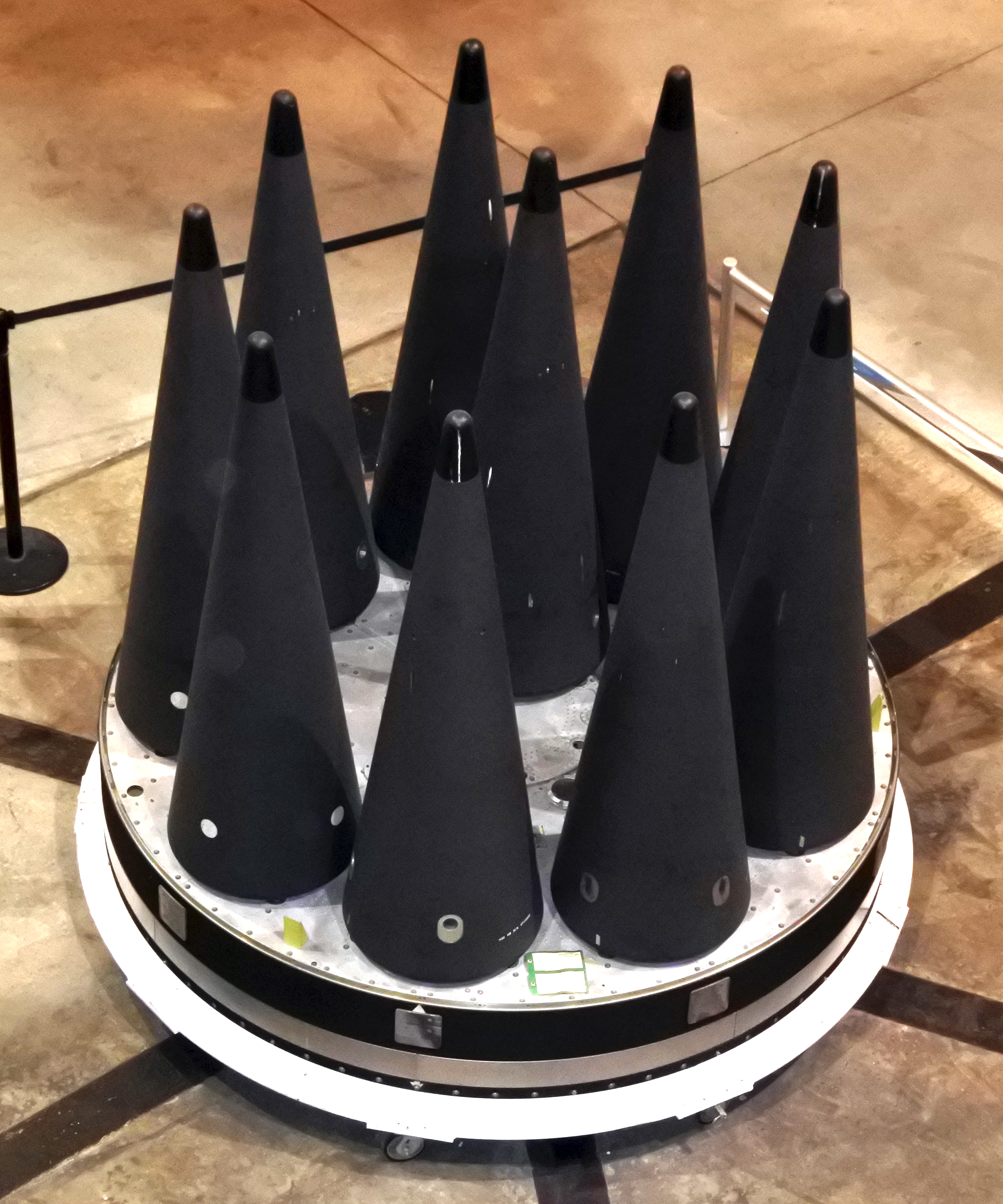
於美國空軍國家博物館展出的已退役LGM-118A和平衛士洲際彈道飛彈的多目標重返大氣層載具

多目標重返大氣層載具（multiple independently targetable re-entry vehicle），又称分导式多弹头，簡稱MIRV。是多彈頭發展的另外一個型態，也可以算是多彈頭重返大氣層載具的功能強化版。
MIRV也是在彈道飛彈的鼻端裝載多枚核子彈頭載具，這些載具的特點是他們能夠各自攻擊不同的目標。與多彈頭重返大氣層載具的最大差異就在於這兩者之間可以設定攻擊目標的多寡。
由於MIRV可以設定對不同坐標的不同目標發動攻擊，也就擴大了一枚彈道飛彈可以同時攻擊的目標數目，降低需要的飛彈數目就能夠達到相同的攻擊目的。在增加一枚飛彈可以同時攻擊目標數量的同時，也提高反彈道飛彈的作業和攔截難度。
MIRV需要在載體上設計改變航向和彈道的火箭以分別將彈頭於指定的空域釋放，技術難度上面高於多彈頭重返大氣層載具。